# Lucius Munatius Plancus
Lucius Munatius Plancus, né en 87 av. J.-C. et décédé en 15 av. J.-C., est un homme politique de la fin de la République romaine et du début du règne d'Auguste.
Lieutenant de Jules César pendant la guerre des Gaules et la guerre civile contre Pompée, il devient proconsul de la Gaule chevelue en 43 av. J.-C. Annonçant au Sénat qu'il joint ses forces à la cause républicaine, il rejoint finalement le camp de Marc Antoine après la guerre civile de Modène et est un élément clé permettant l'instauration du Second triumvirat cette même année. Il est consul avec Lépide en 42 av. J.-C. Il reste dans l'expectative lors de la guerre civile de Pérouse, à l'instar des autres lieutenants d'Antoine, laissant Lucius Antonius assiégé et contraint de se rendre. Il est ensuite proconsul en 40/39 av. J.-C. en Asie et en 36 av. J.-C. en Syrie lors de la guerre romano-parthique de 40 – 33 av. J.-C. Bien que proche d'Antoine et Cléopâtre, il les trahit pour Octavien à la veille de la dernière guerre civile de la République romaine. Il est un des hommes les plus importants du début du principat d'Auguste et devient censeur avec Æmilius Lepidus Paullus en 22 av. J.-C.
En outre, pendant son gouvernement de Gaule, il fonde les colonies romaines de Lugdunum (Lyon) et d'Augusta Raurica (Augst).

## Famille

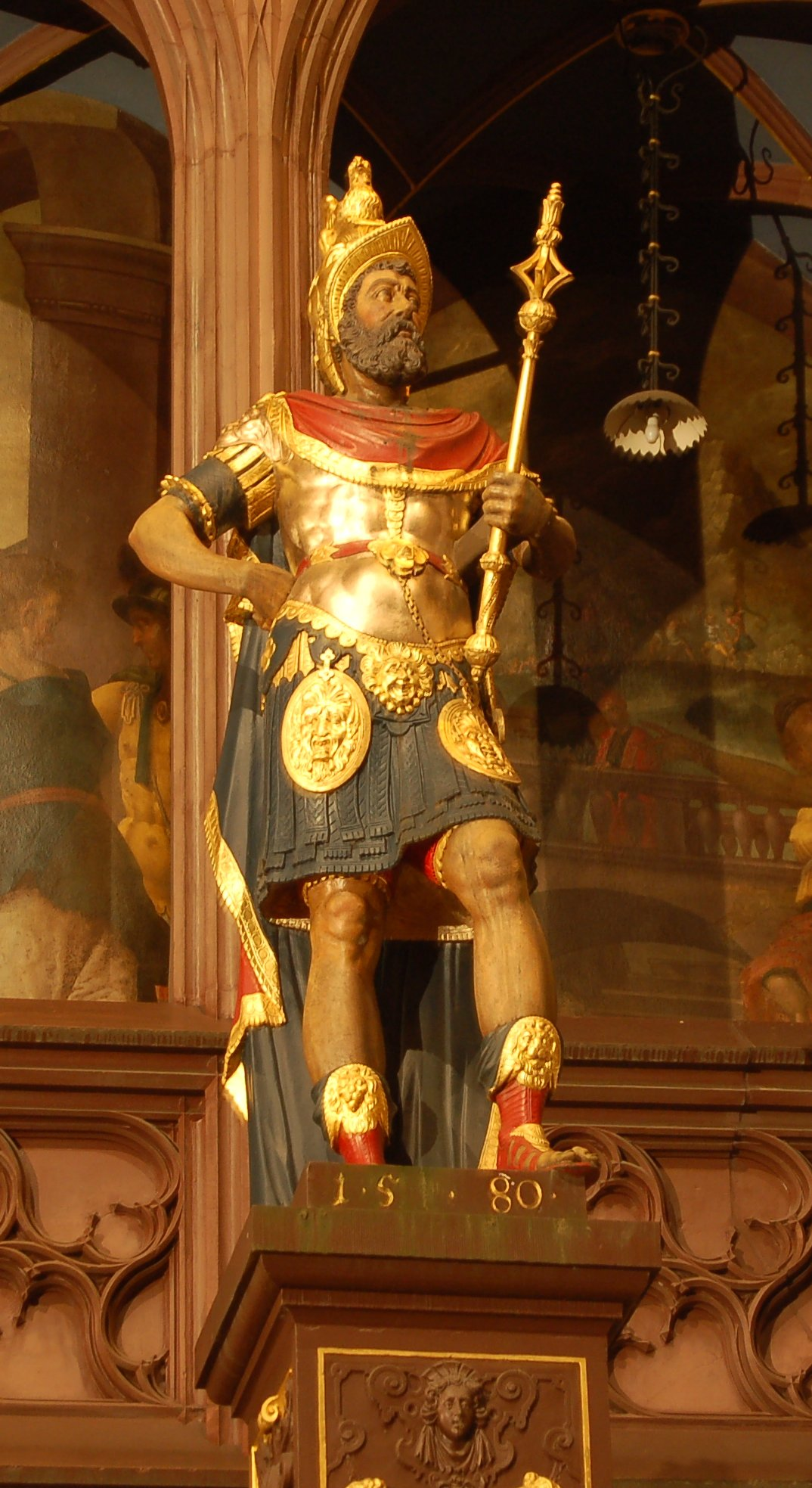
La statue moderne de Lucius Munatius Plancus à Bâle (datant de 1580).

Il est issu d'une famille de notables italiens. Son père se nomme aussi Lucius Munatius Plancus, ainsi que son grand-père et son arrière-grand-père, premier citoyen romain de la famille. Le surnom (cognomen) de sa famille, « Plancus », signifie « pied plat ».
Il naît en 87 av. J.-C., peut-être à Tibur, cité avec laquelle sa famille possède des liens privilégiés. Il a peut-être deux frères, un Caius adopté et un Titus ayant comme agnomen Byrsa, et un autre parent se nommant Titus Munatius Plancus.
Il a pour neveu Marcus Titius, partisan d'Antoine, qui donne l'ordre d'exécution de Sextus Pompée, finalement rallié à Octavien avant Actium et qui sera récompensé par un consulat en 31 av. J.-C.
Il a un fils, lui aussi nommé Lucius Munatius Plancus. En outre, c'est l'arrière-grand-père de Munatia Plancina qui avec son époux, Gnaeus Calpurnius Piso, fut accusée d'avoir assassiné Germanicus, le neveu et fils adoptif de l'empereur Tibère.

## Biographie

### Lieutenant de César

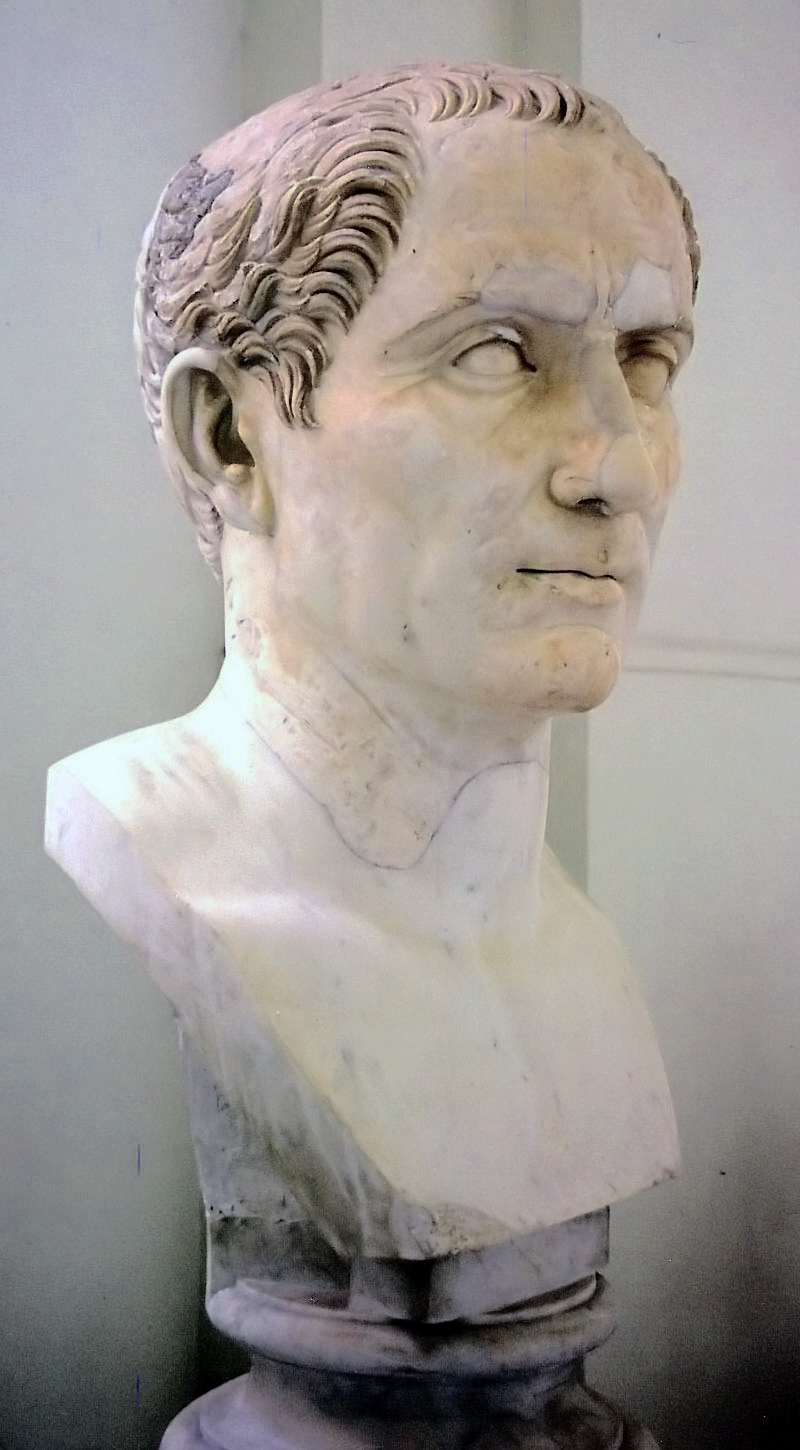
Buste de Jules César, Naples.

Les débuts de sa carrière jusqu'aux ides de mars sont mal connus.
Il est officier de Jules César durant la guerre des Gaules et la guerre civile contre Pompée. On le voit en 54 av. J.-C. hiverner chez les Belges puis chez les Carnutes. Il réapparaît dans les sources en 49 av. J.-C., il combat en Hispanie où il rencontre des difficultés face aux généraux de Pompée. Ensuite, en 47 et 46 av. J.-C., il accompagne César en Afrique.
Il devient préfet de Rome en 45 av. J.-C. sur nomination du dictateur, alors en Hispanie, et cumule peut-être le poste avec la magistrature de préteur urbain. Il devient aussi dès lors membre du collège des Épulons. Il obtient aussi le proconsulat de la Gaule chevelue pour l'année 43 av. J.-C. César, qui a le pouvoir de désigner les futurs magistrats, le choisit aussi pour le consulat de 42 av. J.-C..
Quand César est assassiné le 15 mars 44 av. J.-C., Munatius Plancus est à Rome. Il prononce un discours en faveur de la paix civile le 17 mars à la suite de Marc Antoine et Cicéron. Le Sénat le confirme comme proconsul de Gaule pour l'année suivante et dans ses espoirs de consulat.

### Gouverneur de Gaule
Il lève des troupes et mène une expédition en Rhétie avec trois légions, pendant laquelle il est salué du titre d'imperator. En 43 av. J.-C., en tant que gouverneur en Gaule, il fonde les colonies romaines de Lugdunum (Lyon) et Augusta Raurica (Augst en Suisse, non loin de la frontière franco-allemande) et en juin, un écrit de sa main à Cicéron permet d'attester l'existence de la bourgade de Cularo (Grenoble).
Cette même année, il est sollicité par Marc Antoine qui cherche à s'emparer de la Gaule cisalpine, gouvernée par Decimus Junius Brutus, et par Cicéron, qui veut empêcher la mainmise d'Antoine,. Il possède des liens solides avec le parti sénatorial et fait des offres de paix rejetées par Cicéron. En contact avec l'un et l'autre au début 43 av. J.-C., Plancus envoie en mars des courriers conciliants au Sénat et assure Cicéron de son soutien, mettant ses cinq légions au service de la cause républicaine. Mais la situation d'Antoine, vaincu lors de la guerre civile de Modène, se redresse grâce à Publius Ventidius Bassus, puis Lépide et Asinius Pollion se joignent à leur tour à Antoine, au point qu'Antoine se retrouve avec la plus grande armée d'Occident. Pollion sert d'intermédiaire, bien que les deux hommes aient des rapports détestables, réconcilie Antoine et Plancus, ce dernier rejoignant à son tour le camp d'Antoine après beaucoup d'hésitations. Le conjuré Decimus Junius Brutus, envoyé par le Sénat pour poursuivre les restes de l'armée d'Antoine, se retrouve en infériorité numérique, tente de s'échapper et est tué,,.

### Partisan d'Antoine

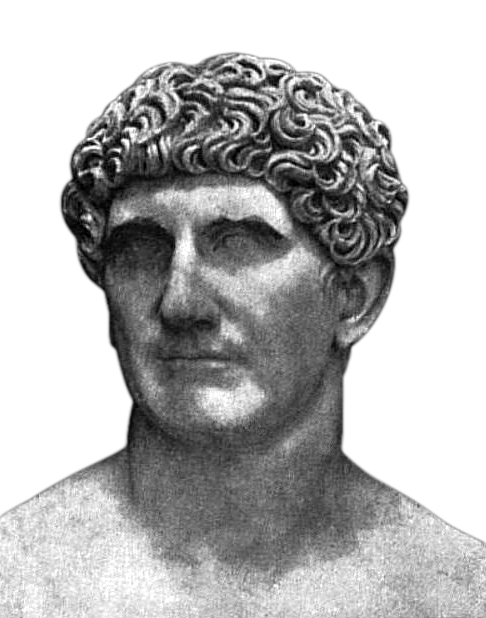
Buste de Marc Antoine, musées du Vatican.

Aux côtés d'Antoine, Lépide et Pollion, il marche sur l'Italie où Antoine et Octavien s'allient contre la faction sénatoriale menée par Cicéron, qui n'a pas réussi à se faire du jeune César un allié. Le Second triumvirat est instauré.
Lors de la proscription de 43 av. J.-C., plusieurs de ses proches sont listés et son frère est exécuté sans qu'il intervienne, voire à son initiative, et plusieurs rivaux de Tibur, la cité de sa famille, sont aussi proscrits. Par ailleurs, il prend la défense de Lucius Iulius Cæsar et d'un certain Sergius,.
Il célèbre son triomphe sur les Rhètes à la fin de l'année 43 av. J.-C., en même temps que Lépide.
En 42 av. J.-C., les triumvirs maintiennent l'honneur à cet homo novus du consulat, aux côtés de Lépide qui remplace Decimus Junius Brutus initialement prévu. Une loi régularisant l'octroi du droit de cité et des immunités, la lex Æmilia-Munatia, est promulguée sous leur consulat. Lors de la campagne de Philippes, Plancus doit assurer la garde de l'Occident avec Quintus Fufius Calenus, un autre partisan d'Antoine, tandis que Lépide contrôle Rome,.
Il se rend ensuite à Bénévent où il se charge de distribuer des terres aux vétérans. Alors que la guerre de Pérouse éclate, il lève des troupes et, sur les conseils de Fulvie, tente de rejoindre Lucius Antonius assiégé, emportant en chemin l'un des rares succès des Antoniens dans cette guerre civile. Cependant, il est repoussé par Marcus Vipsanius Agrippa et doit se replier sur Spolète. Il reste pour le reste du conflit dans l'expectative, à l'instar des autres lieutenants de Marc Antoine avec qui il entretient de mauvaises relations,. Antoine l'accueille fraîchement une fois le conflit terminé, et les sources antiques lui accolent une étiquette de « traître », n'ayant finalement pas secouru Lucius, et de « couard », pour avoir précipitamment fui après la reddition de Pérouse et craint pour sa vie en oubliant celle de ses partisans. Les historiens modernes soulignent la « prudence » et l'« attentisme » de Plancus dans cette affaire, mais aussi dans d'autres circonstances du même type,.
Vers 40 av. J.-C., il devient proconsul d'Asie. Soit il arrive après la grande offensive parthe, soit il dut prendre la fuite sitôt arrivé dans sa province. Il participe aux combats menés victorieusement par Publius Ventidius Bassus contre les Parthes. Il est salué deux fois du titre d'imperator et un culte lui est rendu dans une ville ayant souffert de l'attaque parthe menée par Quintus Labienus. Il reste probablement en Asie jusqu'en 39 av. J.-C., ayant peut-être pour successeur Marcus Cocceius Nerva,.

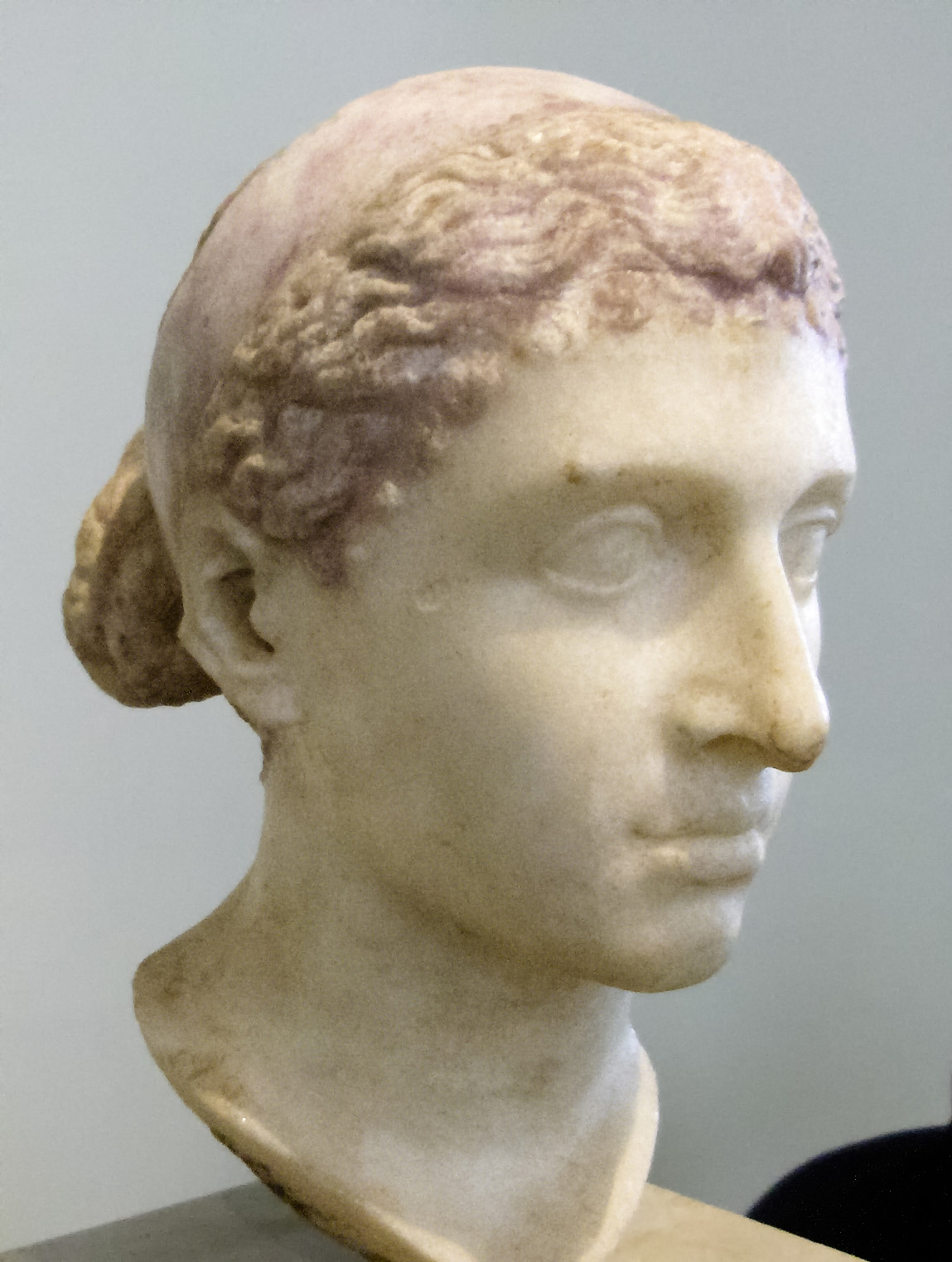
Buste de Cléopâtre VII, 40/30 av. J.-C., Altes Museum, Berlin.

Il suit Antoine en Égypte et participe à ses festins avec Cléopâtre. Il est l'arbitre du défi qu'elle lance à Antoine, de consommer une fortune en un seul repas. Plancus la déclare victorieuse lorsqu'elle absorbe dans du vinaigre la perle magnifique d'une de ses boucles d'oreille. Plancus arrête son geste avant qu'elle ne dissolve la perle de son autre boucle d'oreille. Il semble alors au sommet de la faveur d'Antoine et Cléopâtre.
Pendant les expéditions de Marc Antoine en Arménie et en Parthie pour venger la mort de Crassus, il est proconsul de Syrie en remplacement de Caius Sosius. Sextus Pompée est exécuté sous les ordres de son neveu Marcus Titius, les historiens modernes débattant pour savoir s'il agit à l'initiative de son oncle Munatius Plancus ou de Marc Antoine.
En juin ou juillet 32 av. J.-C., Marcus Titius et son oncle font défection en faveur d’Octavien,,. Selon le biographe antique Plutarque, les deux hommes changent de camp parce qu'ils ont été considérés comme insultants envers Cléopâtre VII en refusant sa participation à la guerre. La vraie raison de leur défection est peut-être leur opportunisme. Par le passé, ils ont été des amis de Cléopâtre et les deux hommes sont considérés jusque-là « les plus vils adorateurs de la reine ». Au cours de la préparation militaire et de la propagande de guerre, Plancus et son neveu ont des doutes sur la victoire d'Antoine et cela pousse sans doute le vieux consulaire et son neveu à faire défection,,,. Peut-être leur décision est aussi influencée par les querelles des autres principaux partisans d'Antoine, par les relations refroidies entre Plancus et le triumvir, par le fait qu'Antoine aurait découvert des malversations de leur part et d'autres raisons qui ont été passées sous silence par la propagande augustéenne,,.

### Partisan d'Octavien/Auguste

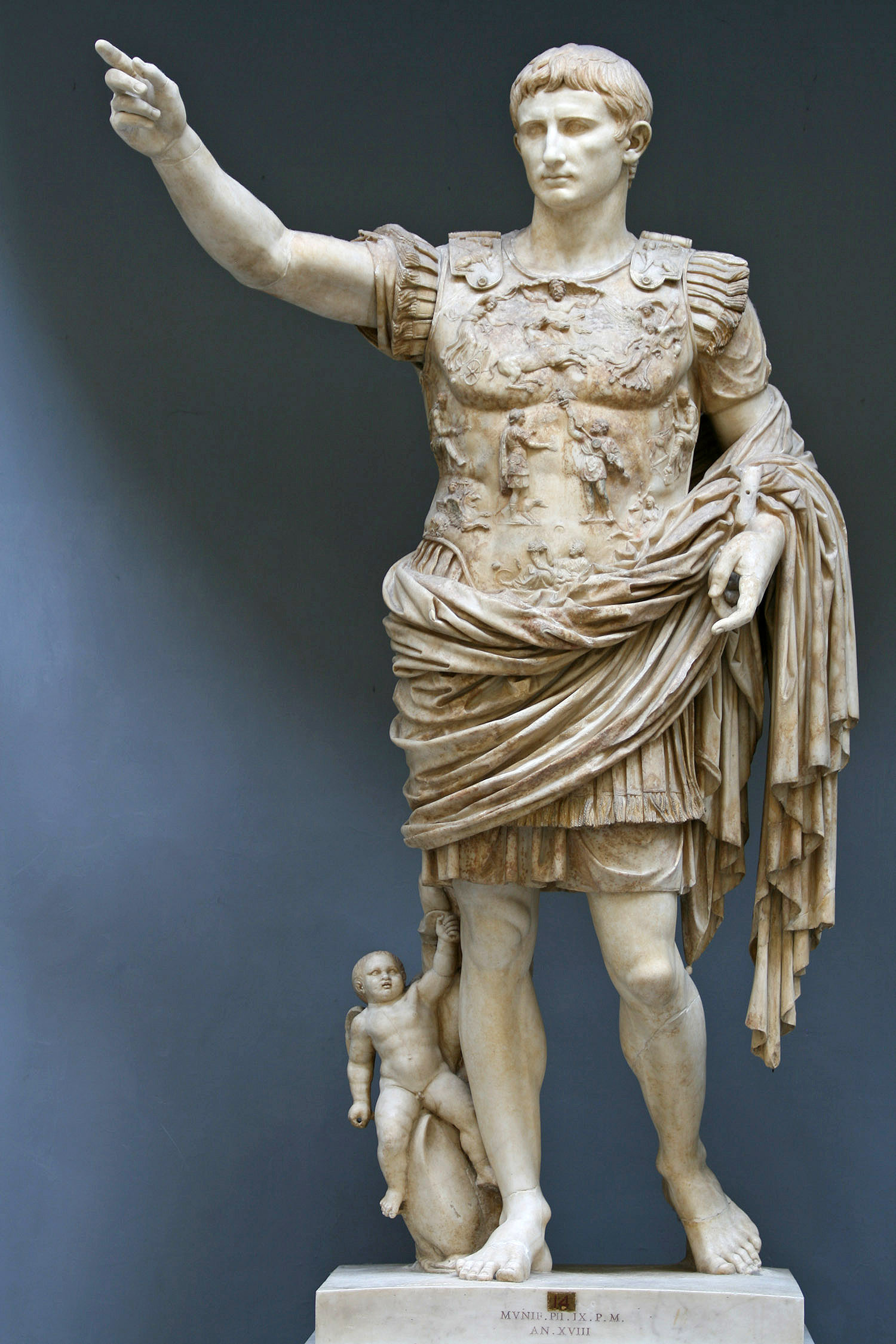
Statue d'Auguste dite de Prima Porta,, musée Chiaramonti, Vatican, Rome.

Les deux transfuges rapportent à Octavien toute sorte d’anecdotes sur les « fastes d'Alexandrie » d'Antoine et de Cléopâtre qui se révèlent utiles pour la propagande d'Octavien,. Ils révèlent surtout la teneur du testament que Marc Antoine a déposé chez les vestales. Octavien, en toute illégalité, s'en empare et en dévoile le contenu, peut-être de façon quelque peu arrangeante pour alimenter sa propagande. Antoine y affirme sous serment que Césarion est bien le fils de César, fait par ailleurs des legs considérables aux enfants de Cléopâtre et demande à être enterré à Alexandrie,,. Antoine semble devenu un prince oriental et étranger de Rome là où Octavien peut s'ériger en défenseur de Rome et de l'Italie.
D'après Suétone, c'est Munatius Plancus qui suggéra à Octavien d'adopter le titre d'« Auguste », plutôt que « Romulus » comme « second fondateur de Rome ». Il semble être l'un des hommes les plus en vue du principat et, par exemple, il est le dédicataire d'une ode d'Horace dans une série incluant Auguste, Agrippa, Mécène ou encore Virgile.
En 22 av. J.-C., Auguste désigne Munatius Plancus et Æmilius Lepidus Paullus pour remplir la fonction de censeur,,,,,. Ce sont les derniers censeurs désignés, car leur exercice est très contesté par toute la communauté politique de l'époque, principalement pour illégitimité et incompétence. Le premier jour de leur prise de fonction, la tribune sur laquelle ils devaient monter s'effondra. Les deux censeurs durent renoncer à leur fonction à la suite de ce mauvais présage.
Auguste fait aussi participer Munatius Plancus à son programme de reconstruction à Rome, où il restaure le temple de Saturne. Il est à noter cependant qu'il entreprend cette restauration au lendemain de son triomphe de 43 av. J.-C., mais que les travaux ne se terminent qu'après Actium. La dédicace honore le triomphe de l'Italie (Octavien) sur l'Orient (Antoine et Cléopâtre) et s'intègre dans le contexte idéologique du nouvel âge d'or, le siècle d'Auguste.
Selon Pline l'Ancien, Asinius Pollion prépare des discours contre Munatius Plancus, qu'il compte faire publier après la mort de Plancus pour que celui-ci ne puisse répondre. Mis au courant du projet, Plancus aurait rétorqué : « Il n'y a que les vers qui fassent la guerre aux morts ».
Il décède en l'an 15 av. J.-C. à Gaète. Aussi bien pour ses contemporains que pour les sources antiques postérieures, Munatius Plancus conserve, sans doute abusivement, l'image d'un traître et d'un courtisan. Il a toutefois fait preuve de talents militaires et politiques. Sur le plan littéraire, il écrivait avec élégance et était doté de remarquables qualités d'orateur. Il est un des derniers nobles romains à avoir reçu un culte posthume.

## Mausolée de Gaète

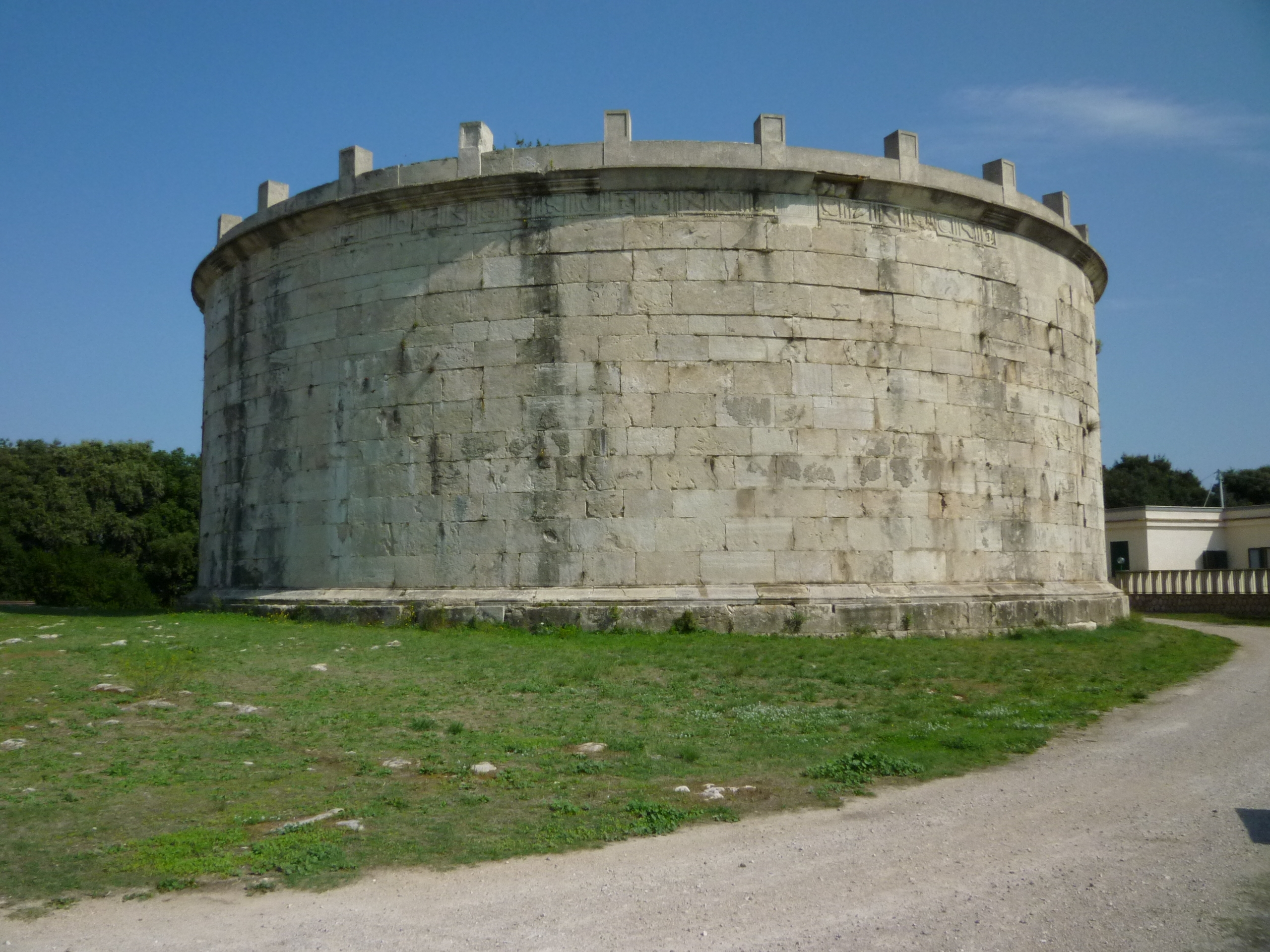
Mausolée de Plancus à Gaète.

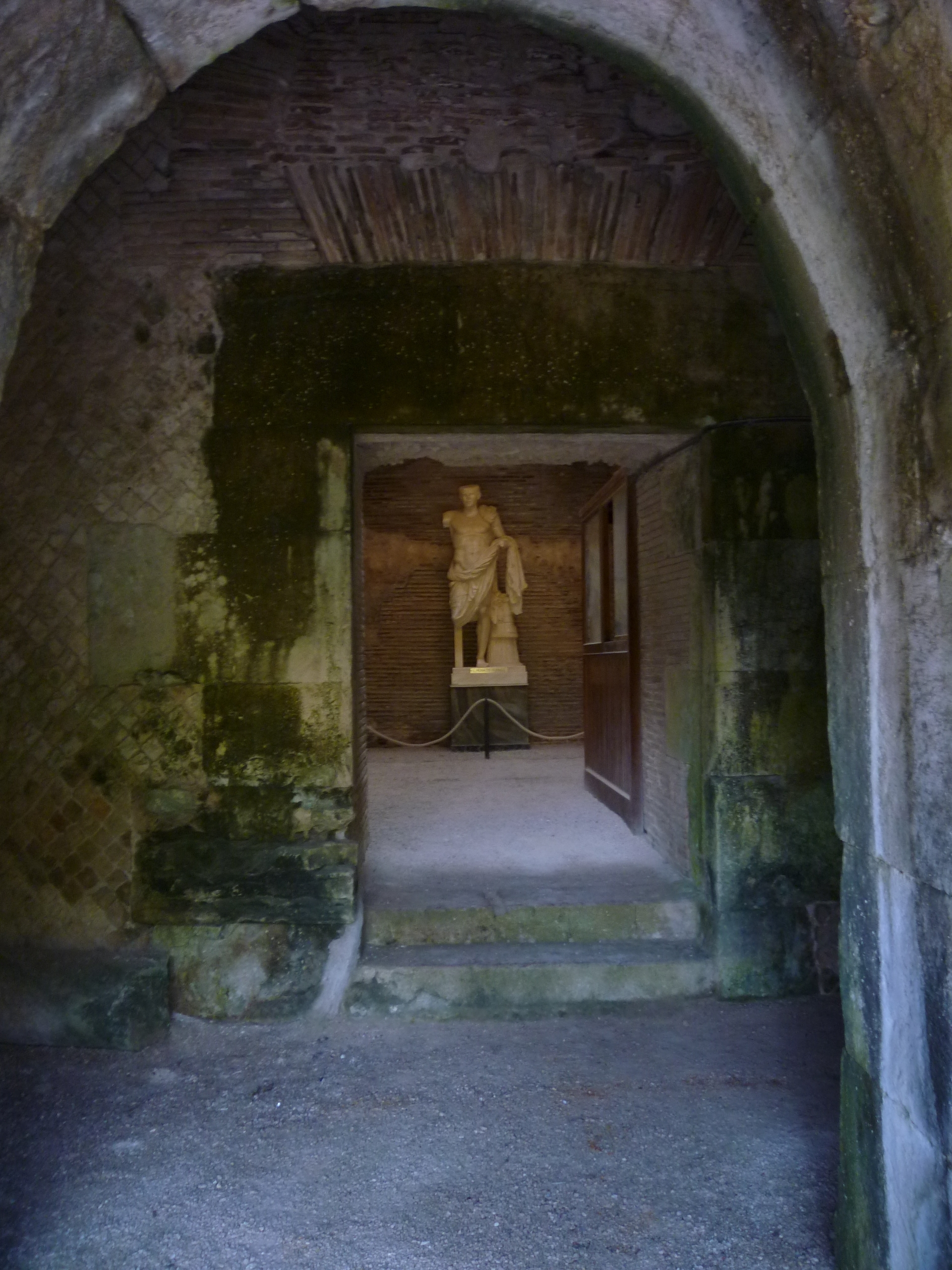
Vue intérieure.

Munatius Plancus est un des personnages romains dont le tombeau a subsisté et est identifiable, bien que son corps ait depuis longtemps disparu. Le mausolée de Munatius Plancus, un tombeau fait d'un cylindre massif de nos jours bien reconstitué (et attribué à tort à la Vierge Marie vers la fin du XIXe siècle), est situé à Gaète en Italie, sur une colline surplombant la mer et assurant son exposition. Il est similaire au mausolée d'Auguste et résume sa carrière et ses prétentions : la décoration est un mélange d'influences étrusque et hellénistique de Milet ou de Pergame et le thème principal renvoie à l'idée du triomphe.
Ce tombeau porte l'inscription suivante qui résume sa vie :
l . mvnativs . l . f . l . n . l . pron

plancvs . cos . cens . imp . iter . vii . vir

epvlon . trivmp . ex . rætis . ædem . satvrni

fecit . de manibis . agros . divisit . in . italia

beneventi . in gallia . colonias . dedvxit

lvgvdvnvm . et . ravricam
ce qui se traduit par :
« Lucius Munatius, fils de Lucius, petit-fils de Lucius, arrière-petit-fils de Lucius, Plancus,

consul, censeur, imperator pour la deuxième fois,

septemvir du collège des Épulons, ayant obtenu le triomphe sur les Rhètes,

réalisa le temple de Saturne à partir des prises de guerre,

répartit des terres en Italie à Beneventum, fonda en Gaule les colonies de Lugudunum et Raurica ».

## Hommage
Le 3 novembre 2014 des élus de l'opposition lyonnaise demandent au maire de Lyon qu'un hommage soit rendu au fondateur de la ville.
Le 5 mai 2015 il est voté qu'une allée du parc de la Visitation dans le 5e arrondissement de Lyon porte son nom. 
Une plaque commémorative de la fondation de Lugdunum est installée dans le jardin du parc du Fourvière Hôtel (anciennement couvent de la Visitation Sainte-Marie de Fourvière).